# Coprinellus bisporiger
Coprinellus bisporiger là một loài nấm trong họ Psathyrellaceae. Nó được miêu tả bởi nhà nấm học P.D. Orton năm 1976, sau đó được xếp vào chi Coprinellus năm 2001.